# Округ Чатуга (Џорџија)
Чатуга (енгл. Chattooga County) је округ у америчкој савезној држави Џорџија.

## Демографија
По попису из 2010. године број становника је 26.015, што је 545 (2,1%) становника више него 2000. године.
| Група             | 2000.          | 2010.          |
| Белци             | 21.776 (85,5%) | 21.589 (83,0%) |
| Афроамериканци    | 2.856 (11,2%)  | 2.899 (11,1%)  |
| Азијати           | 31 (0,1%)      | 108 (0,4%)     |
| Хиспаноамериканци | 537 (2,1%)     | 1.043 (4,0%)   |
| Укупно            | 25.470         | 26.015         |